# John de Mol
Johannes "John" Hendrikus Hubert de Mol (sinh 24 tháng 4 năm 1955) là một ông trùm ngành truyền thông đại chúng người Hà Lan. De Mol là một trong những người sáng lập các công ty Endemol (nay là Endemol Shine Group) và Talpa.

## Endemol
De Mol tạo dựng cơ đồ dựa trên sản xuất chương trình truyền hình. Giai đoạn 1997-1999, ông và công ty riêng John de Mol Produkties phát triển chuỗi chương trình truyền hình thực tế Big Brother rất ăn khách. Năm 1994, công ty ông sáp nhập với Joop van den Ende TV-Producties thành công ty Endemol, dù rằng công ty vẫn hoạt động riêng. Ông cũng sản xuất Fear Factor, Love Letters, Đấu trường 100 & Đi tìm ẩn số (Miljoenenjacht) cho Endemol. De Mol bán cổ phần trong Endemol cho Telefonica vào năm 2000 nhưng vẫn tiếp tục giữ chức giám đốc sáng tạo cho đến năm 2004. Năm 2005, ông là một trong 500 người được tạp chí Forbes liệt kê trong danh sách những người giàu nhất thế giới.
Tháng 5 năm 2007, De Mol trở lại làm một trong các cổ đông chính của Endemol cùng với công ty Ý Mediaset của Silvio Berlusconi trong một thương vụ trị giá 2,6 tỉ euro.

## Đời tư
Ông là anh trai của nữ người dẫn chương trình kiêm diễn viên nổi tiếng của Hà Lan Linda de Mol. Điều khá thú vị là Linda cũng dẫn một số chương trình do chính anh trai cô sản xuất, đặc biệt là Miljoenenjacht (phiên bản gốc của Đi tìm ẩn số).